# Den store prøve
Den store prøve er en dansk kortfilm fra 2014, der er instrueret af Lars Kristian Mikkelsen efter manuskript af ham selv og Rune Lünell.

## Handling
Emma bor med sin mor, far og hunden Sif i et idyllisk parcelhus. Men faren Martin drikker, og det påvirker hele familiens dagligdag. Emma forsøger på egen hånd at tørlægge ham, men det fører kun til ophedede skænderier. Emma begynder til hundetræning hos Martins bror, Karl, hvor hun og Sif træner til den store hundeprøve. I en alliance med Karl forsøger Emma at hjælpe sin far ud af misbruget, og efter et trafikuheld stiller Emmas mor for første gang krav til Martin. Spørgsmålet er, om han kan bestå den store prøve.

## Medvirkende
- Laura Bach
- Nicolai Dahl Hamilton
- Henning Valin Jakobsen
- Søren Penny Laursen
- Petra Scott Nielsen
- Søren Pilmark